# Homoneura atripennis
Homoneura atripennis är en tvåvingeart som först beskrevs av Walker 1859.  Homoneura atripennis ingår i släktet Homoneura och familjen lövflugor. Inga underarter finns listade i Catalogue of Life.